# IC 2441-2
IC 2441-2 — галактика типу E (еліптична галактика) у сузір'ї Рак.
Цей об'єкт міститься в оригінальній редакції індексного каталогу.